# Danh sách quốc gia theo chỉ số phát triển con người
| Rất cao (≥ 0.800) Cao (0.700–0.799) Trung bình (0.550–0.699) | Thấp (≤ 0.549) Không có dữ liệu |

Bản đồ thế giới phân loại chỉ số phát triển con người (dựa trên dữ liệu năm 2021, công bố năm 2022).

Bản đồ các quốc gia với chỉ số phát triển con người tăng thêm 0.050 (dựa trên dữ liệu năm 2021, công bố năm 2022)
≥ 0.900
0.850–0.899
0.800–0.849
0.750–0.799
0.700–0.749
0.650–0.699
0.600–0.649
0.550–0.599
0.500–0.549
0.450–0.499
0.400–0.449
≤ 0.399
Data unavailable

Chương trình Phát triển Liên Hợp Quốc (tiếng Anh: United Nations Development Programme; UNDP) biên soạn Chỉ số phát triển con người (tiếng Anh: Human Development Index; HDI) của 189 quốc gia trong Báo cáo phát triển con người hàng năm. Chỉ số xét các khía cạnh như sức khỏe, giáo dục và thu nhập của quốc gia để đưa ra một thước đo cho sự phát triển con người, từ đó có thể so sánh giữa các quốc gia hoặc so sánh với các thời điểm khác nhau.
Chỉ số phát triển con người lần đầu tiên được công bố là vào năm 1990 với mục đích trở thành một thước đo toàn diện cho sự phát triển con người hơn là chỉ dựa vào thước đo kinh tế. Báo cáo chọn ra ba yếu tố quan trọng trong phát triển con người, tuổi thọ (sau này chuyển thành "cuộc sống lâu dài và khỏe mạnh"), kiến thức và mức sống khá. Với mỗi yếu tố sẽ có một chỉ số được lựa chọn để tham chiếu, trong báo cáo năm 2020 thì ba chỉ số đó lần lượt là tuổi thọ kỳ vọng khi sinh; số năm đi học kỳ vọng cho trẻ em và số năm đi học trung bình cho người lớn; và Thu nhập quốc dân đầu người. Các chỉ số này sẽ biểu thị cho chỉ số sức khỏe, chỉ số giáo dục và chỉ số thu nhập với giá trị giữa 0 và 1. Trung bình nhân của ba chỉ số, nghĩa là căn bậc ba của tích ba chỉ số, là chỉ số phá triển con người. Giá trị trên 0,800 là rất cao, giữa 0,700 và 0,799 là cao, giữa 0,550 và 0,699 là trung bình và dưới 0,550 là thấp.
Dữ liệu dùng để tính toán HDI phần lớn được cung cấp bởi các cơ quan Liên Hợp Quốc và các tổ chức quốc tế như UNESCO, UNDESA, Ngân hàng Thế giới, IMF và OECD. Trong một ít số trường hợp khi mà một chỉ số bị thiếu, mô hình hồi quy xuyên quốc gia được sử dụng. Do cập nhật dữ liệu và phương pháp được cải tiến, không thể so sánh giá trị HDI giữa các báo cáo phát triển con người.
Chỉ số phát triển con người vẫn còn một số hạn chế trong việc đo sự phát triển con người của một só quốc gia vì chỉ số không xét đến khía cạnh bất bình đẳng hay sự tham gia quản lý. Chỉ số cũng chỉ là giá trị trung bình của một nhóm người lớn chứ không thể thể hiện sự phát triển con người của những vùng, nhóm dân tộc và giới tính khác nhau. Để khắc phục một trong những hạn chế trên, chỉ số phát triển con người điều chỉnh về bất bình đẳng (tiếng Anh: Inequality-adjusted Human Development Index; IHDI) được giới thiệu trong báo cáo năm 2010 cho rằng: "IHDI là mức độ phát triển con người thực sự (xét cả sự bất bình đẳng)" và "HDI có thể được xem như là chỉ số 'tiềm năng' phát triển con người (hoặc IHDI cao nhất có thể đạt được nếu không có sự bất bình đẳng)". Để phản ánh sự khác biệt trong việc phát triển của một quốc gia, chỉ số phát triển con người cấp hạ quốc gia (SHDI) được giới thiệu vào năm 2018.

## Danh sách các quốc gia
Các quốc gia có thứ hạng 1–66 xếp hạng chỉ số HDI rất cao, các quốc gia có thứ hạng 67–115 xếp hạng chỉ số HDI cao, các quốc gia có thứ hạng 116–159 xếp hạng chỉ số HDI trung bình và các quốc gia có thứ hạng 159–191 xếp hạng chỉ số HDI thấp.
| Thứ hạng                    | Thứ hạng          | Quốc gia hoặc vùng lãnh thổ | HDI                         | HDI                                             |
| Dữ liệu 2022 (báo cáo 2024) | Thay đổi thứ hạng | Quốc gia hoặc vùng lãnh thổ | Dữ liệu 2022 (báo cáo 2024) | Tăng trưởng HDI trung bình hàng năm (2010–2022) |
| --------------------------- | ----------------- | --------------------------- | --------------------------- | ----------------------------------------------- |
| 1                           | Giữ nguyên        | Thụy Sĩ                     | 0.967                       | 0.24%                                           |
| 2                           | (1)               | Na Uy                       | 0.966                       | 0.25%                                           |
| 3                           | Giữ nguyên        | Iceland                     | 0.959                       | 0.28%                                           |
| 4                           | (2)               | Hồng Kông                   | 0.956                       | 0.38%                                           |
| 5                           | (1)               | Đan Mạch                    | 0.952                       | 0.35%                                           |
| 5                           | Giữ nguyên        | Thụy Điển                   | 0.952                       | 0.38%                                           |
| 7                           | (8)               | Ireland                     | 0.950                       | 0.38%                                           |
| 7                           | (3)               | Đức                         | 0.950                       | 0.19%                                           |
| 9                           | (1)               | Singapore                   | 0.949                       | 0.25%                                           |
| 10                          | (1)               | Hà Lan                      | 0.946                       | 0.26%                                           |
| 10                          | (1)               | Úc                          | 0.946                       | 0.20%                                           |
| 12                          | (2)               | Liechtenstein               | 0.942                       | 0.23%                                           |
| 12                          | (3)               | Bỉ                          | 0.942                       | 0.26%                                           |
| 12                          | Giữ nguyên        | Phần Lan                    | 0.942                       | 0.27%                                           |
| 15                          | (3)               | Anh Quốc                    | 0.940                       | 0.24%                                           |
| 16                          | (7)               | New Zealand                 | 0.939                       | 0.13%                                           |
| 17                          | (19)              | UAE                         | 0.937                       | 1.04%                                           |
| 18                          | (5)               | Canada                      | 0.935                       | 0.22%                                           |
| 19                          | (3)               | Hàn Quốc                    | 0.929                       | 0.36%                                           |
| 20                          | (1)               | Luxembourg                  | 0.927                       | 0.14%                                           |
| 21                          | (5)               | Hoa Kỳ                      | 0.927                       | 0.10                                            |
| 22                          | (1)               | Slovenia                    | 0.926                       | 0.33%                                           |
| 23                          | (1)               | Áo                          | 0.926                       | 0.21%                                           |
| 24                          | (4)               | Nhật Bản                    | 0.920                       | 0.16%                                           |
| 25                          | (1)               | Israel                      | 0.915                       | 0.26%                                           |
| 25                          | (3)               | Malta                       | 0.915                       | 0.50%                                           |
| 27                          | Giữ nguyên        | Tây Ban Nha                 | 0.911                       | 0.40%                                           |
| 28                          | (3)               | Pháp                        | 0.910                       | 0.28%                                           |
| 29                          | (3)               | Síp                         | 0.907                       | 0.45%                                           |
| 30                          | Giữ nguyên        | Ý                           | 0.906                       | 0.24%                                           |
| 31                          | (2)               | Estonia                     | 0.899                       | 0.33%                                           |
| 32                          | (6)               | Séc                         | 0.895                       | 0.22%                                           |
| 33                          | (3)               | Hy Lạp                      | 0.893                       | 0.18%                                           |
| 34                          | (3)               | Bahrain                     | 0.888                       | 0.80%                                           |
| 35                          | (3)               | Andorra                     | 0.884                       | 0.20%                                           |
| 36                          | (2)               | Ba Lan                      | 0.881                       | 0.35%                                           |
| 37                          | (2)               | Latvia                      | 0.879                       | 0.51%                                           |
| 37                          | (2)               | Lithuania                   | 0.879                       | 0.32%                                           |
| 39                          | (6)               | Croatia                     | 0.878                       | 0.53%                                           |
| 40                          | Giữ nguyên        | Qatar                       | 0.875                       | 0.45%                                           |
| 40                          | (6)               | Ả Rập Xê Út                 | 0.875                       | 0.70%                                           |
| 42                          | Giữ nguyên        | Bồ Đào Nha                  | 0.874                       | 0.42%                                           |
| 43                          | (10)              | San Marino                  | 0.867                       | 0.32%                                           |
| 44                          | Giữ nguyên        | Chile                       | 0.860                       | 0.47%                                           |
| 45                          | (9)               | Thổ Nhĩ Kỳ                  | 0.855                       | 1.10%                                           |
| 45                          | (5)               | Slovakia                    | 0.855                       | 0.14%                                           |
| 47                          | Giữ nguyên        | Hungary                     | 0.851                       | 0.22%                                           |
| 48                          | (6)               | Argentina                   | 0.849                       | 0.15%                                           |
| 49                          | Giữ nguyên        | Kuwait                      | 0.847                       | 0.36%                                           |
| 50                          | (1)               | Montenegro                  | 0.844                       | 0.38%                                           |
| 51                          | (2)               | Saint Kitts và Nevis        | 0.838                       | 0.49%                                           |
| 52                          | (8)               | Uruguay                     | 0.830                       | 0.47%                                           |
| 53                          | (3)               | Romania                     | 0.827                       | 0.14%                                           |
| 54                          | (1)               | Antigua và Barbuda          | 0.826                       | 0.18%                                           |
| 55                          | (7)               | Brunei                      | 0.823                       | 0.13%                                           |
| 56                          | (3)               | Nga                         | 0.821                       | 0.25%                                           |
| 57                          | (3)               | Bahamas                     | 0.820                       | 0.21%                                           |
| 57                          | (5)               | Panama                      | 0.820                       | 0.47%                                           |
| 59                          | (7)               | Oman                        | 0.819                       | 0.22%                                           |
| 60                          | (3)               | Trinidad và Tobago          | 0.814                       | 0.30%                                           |
| 60                          | (4)               | Georgia                     | 0.814                       | 0.54%                                           |
| 62                          | (2)               | Barbados                    | 0.809                       | 0.18%                                           |
| 63                          | (6)               | Malaysia                    | 0.807                       | 0.41%                                           |
| 64                          | (5)               | Costa Rica                  | 0.806                       | 0.39%                                           |
| 65                          | (3)               | Serbia                      | 0.805                       | 0.39%                                           |
| 66                          | (6)               | Thái Lan                    | 0.803                       | 0.65%                                           |
| 67                          | (1)               | Seychelles                  | 0.802                       | 0.30%                                           |
| 67                          | (4)               | Kazakhstan                  | 0.802                       | 0.38%                                           |
| 69                          | (11)              | Belarus                     | 0.801                       | 0.12%                                           |
| 70                          | (12)              | Bulgaria                    | 0.799                       | 0.09%                                           |
| 71                          | (3)               | Palau                       | 0.797                       | 0.23%                                           |
| 72                          | (1)               | Mauritius                   | 0.796                       | 0.44%                                           |
| 73                          | Giữ nguyên        | Grenada                     | 0.793                       | 0.15%                                           |
| 74                          | (8)               | Albania                     | 0.789                       | 0.25%                                           |
| 75                          | (18)              | Trung Quốc                  | 0.788                       | 1.02%                                           |
| 76                          | (2)               | Armenia                     | 0.786                       | 0.52%                                           |
| 77                          | (1)               | Mexico                      | 0.781                       | 0.37%                                           |
| 78                          | (4)               | Iran                        | 0.780                       | 0.26%                                           |
| 78                          | (6)               | Sri Lanka                   | 0.780                       | 0.50%                                           |
| 80                          | (7)               | Bosna và Hercegovina        | 0.779                       | 0.68%                                           |
| 81                          | (5)               | Saint Vincent và Grenadines | 0.772                       | 0.17%                                           |
| 82                          | (12)              | Cộng hòa Dominica           | 0.766                       | 0.67%                                           |
| 83                          | (1)               | Ecuador                     | 0.765                       | 0.32%                                           |
| 83                          | (7)               | Bắc Macedonia               | 0.765                       | 0.21%                                           |
| 85                          | (4)               | Cuba                        | 0.764                       | 0.16%                                           |
| 86                          | (5)               | Moldova                     | 0.763                       | 0.53%                                           |
| 87                          | (13)              | Maldives                    | 0.762                       | 0.81%                                           |
| 87                          | (2)               | Peru                        | 0.762                       | 0.42%                                           |
| 89                          | (1)               | Azerbaijan                  | 0.760                       | 0.30%                                           |
| 89                          | Giữ nguyên        | Brazil                      | 0.760                       | 0.43%                                           |
| 91                          | (6)               | Colombia                    | 0.758                       | 0.29%                                           |
| 92                          | (1)               | Libya                       | 0.746                       | 0.31%                                           |
| 93                          | (5)               | Algeria                     | 0.745                       | 0.27%                                           |
| 94                          | (7)               | Turkmenistan                | 0.744                       | 0.52%                                           |
| 95                          | (27)              | Guyana                      | 0.742                       | 1.11%                                           |
| 96                          | (2)               | Mông Cổ                     | 0.741                       | 0.48%                                           |
| 97                          | (8)               | Dominica                    | 0.740                       | 0.06%                                           |
| 98                          | (5)               | Tonga                       | 0.739                       | 0.35%                                           |
| 99                          | (3)               | Jordan                      | 0.736                       | 0.10%                                           |
| 100                         | (18)              | Ukraine                     | 0.734                       | 0.35%                                           |
| 101                         | (1)               | Tunisia                     | 0.732                       | 0.22%                                           |
| 102                         | (17)              | Quần đảo Marshall           | 0.731                       | NA                                              |
| 102                         | (6)               | Paraguay                    | 0.731                       | 0.36%                                           |
| 104                         | (2)               | Fiji                        | 0.729                       | 0.35%                                           |
| 105                         | (11)              | Ai Cập                      | 0.728                       | 0.73%                                           |
| 106                         | (6)               | Uzbekistan                  | 0.727                       | 0.62%                                           |
| 107                         | (7)               | Việt Nam                    | 0.726                       | 0.60%                                           |
| 108                         | (10)              | Saint Lucia                 | 0.725                       | 0.07%                                           |
| 109                         | (21)              | Liban                       | 0.723                       | 0.29%                                           |
| 110                         | (6)               | Nam Phi                     | 0.717                       | 0.50%                                           |
| 111                         | (2)               | Palestine                   | 0.716                       | 0.33%                                           |
| 112                         | (1)               | Indonesia                   | 0.713                       | 0.56%                                           |
| 113                         | (2)               | Philippines                 | 0.710                       | 0.45%                                           |
| 114                         | (5)               | Botswana                    | 0.708                       | 0.69%                                           |
| 115                         | (7)               | Jamaica                     | 0.706                       | 0.06%                                           |
| 116                         | (7)               | Samoa                       | 0.702                       | 0.02%                                           |
| 117                         | (1)               | Kyrgyzstan                  | 0.701                       | 0.49%                                           |
| 118                         | (11)              | Belize                      | 0.700                       | 0.23%                                           |
| 119                         | (39)              | Venezuela                   | 0.699                       | 0.68%                                           |
| 120                         | (5)               | Maroc                       | 0.698                       | 1.21%                                           |
| 120                         | (1)               | Bolivia                     | 0.698                       | 0.45%                                           |
| 122                         | (9)               | Nauru                       | 0.696                       | 1.84%                                           |
| 123                         | (6)               | Gabon                       | 0.693                       | 0.46%                                           |
| 124                         | (13)              | Suriname                    | 0.690                       | 0.07%                                           |
| 125                         | (10)              | Bhutan                      | 0.681                       | 1.32%                                           |
| 126                         | (2)               | Tajikistan                  | 0.679                       | 0.61%                                           |
| 127                         | (4)               | El Salvador                 | 0.674                       | 0.21%                                           |
| 128                         | (3)               | Iraq                        | 0.673                       | 0.57%                                           |
| 129                         | (12)              | Bangladesh                  | 0.670                       | 1.54%                                           |
| 130                         | Giữ nguyên        | Nicaragua                   | 0.669                       | 0.76%                                           |
| 131                         | (7)               | Cape Verde                  | 0.661                       | 0.15%                                           |
| 132                         | (7)               | Tuvalu                      | 0.653                       | 0.39%                                           |
| 133                         | (4)               | Equatorial Guinea           | 0.650                       | 0.54%                                           |
| 134                         | (4)               | Ấn Độ                       | 0.644                       | 0.99%                                           |
| 135                         | (4)               | Liên bang Micronesia        | 0.634                       | 0.13%                                           |
| 136                         | (3)               | Guatemala                   | 0.629                       | 0.21%                                           |
| 137                         | (2)               | Kiribati                    | 0.628                       | 0.61%                                           |
| 138                         | (1)               | Honduras                    | 0.624                       | 0.38%                                           |
| 139                         | (2)               | Lào                         | 0.620                       | 0.90%                                           |
| 140                         | (4)               | Vanuatu                     | 0.614                       | 0.50%                                           |
| 141                         | (2)               | São Tomé và Príncipe        | 0.613                       | 0.86%                                           |
| 142                         | (5)               | Eswatini                    | 0.610                       | 1.70%                                           |
| 142                         | (8)               | Namibia                     | 0.610                       | 0.36%                                           |
| 144                         | (10)              | Myanmar                     | 0.608                       | 1.54%                                           |
| 145                         | (1)               | Ghana                       | 0.602                       | 0.44%                                           |
| 146                         | (3)               | Nepal                       | 0.601                       | 0.85%                                           |
| 146                         | (2)               | Kenya                       | 0.601                       | 0.82%                                           |
| 148                         | (2)               | Campuchia                   | 0.600                       | 0.85%                                           |
| 149                         | (10)              | Cộng hòa Congo              | 0.593                       | 0.17%                                           |
| 150                         | (5)               | Angola                      | 0.591                       | 1.14%                                           |
| 151                         | (1)               | Cameroon                    | 0.587                       | 1.10%                                           |
| 152                         | (3)               | Comoros                     | 0.586                       | 0.94%                                           |
| 153                         | (2)               | Zambia                      | 0.569                       | 0.63%                                           |
| 154                         | (5)               | Papua New Guinea            | 0.568                       | 1.12%                                           |
| 155                         | (18)              | Đông Timor                  | 0.566                       | 1.01%                                           |
| 156                         | (4)               | Quần đảo Solomon            | 0.562                       | 0.13%                                           |
| 157                         | (1)               | Syria                       | 0.557                       | 1.42%                                           |
| 158                         | (1)               | Haiti                       | 0.552                       | 1.74%                                           |
| 159                         | (2)               | Uganda                      | 0.550                       | 0.80%                                           |
| 159                         | (1)               | Zimbabwe                    | 0.550                       | 1.12%                                           |
| 161                         | (5)               | Rwanda                      | 0.548                       | 1.02%                                           |
| 161                         | (2)               | Nigeria                     | 0.548                       | 0.97%                                           |
| 163                         | (2)               | Togo                        | 0.547                       | 1.29%                                           |
| 164                         | (3)               | Pakistan                    | 0.540                       | 0.71%                                           |
| 164                         | (4)               | Mauritania                  | 0.540                       | 0.51%                                           |
| 166                         | (4)               | Bờ Biển Ngà                 | 0.534                       | 1.07%                                           |
| 167                         | (2)               | Tanzania                    | 0.532                       | 0.64%                                           |
| 168                         | Giữ nguyên        | Lesotho                     | 0.521                       | 0.86%                                           |
| 169                         | (1)               | Senegal                     | 0.517                       | 0.80%                                           |
| 170                         | (6)               | Sudan                       | 0.516                       | 0.45%                                           |
| 171                         | (4)               | Djibouti                    | 0.515                       | 1.67%                                           |
| 172                         | (1)               | Malawi                      | 0.508                       | 0.81%                                           |
| 173                         | (7)               | Benin                       | 0.504                       | 0.39%                                           |
| 174                         | (5)               | Gambia                      | 0.495                       | 0.82%                                           |
| 175                         | Giữ nguyên        | Eritrea                     | 0.493                       | 0.62%                                           |
| 176                         | (5)               | Ethiopia                    | 0.492                       | 1.55%                                           |
| 177                         | Giữ nguyên        | Liberia                     | 0.487                       | 0.48%                                           |
| 177                         | (5)               | Madagascar                  | 0.487                       | 0.02%                                           |
| 179                         | (1)               | Guinea-Bissau               | 0.483                       | 0.76%                                           |
| 180                         | Giữ nguyên        | Cộng hòa Dân chủ Congo      | 0.481                       | 1.06%                                           |
| 181                         | (2)               | Guinea                      | 0.471                       | 1.06%                                           |
| 182                         | (8)               | Afghanistan                 | 0.462                       | 0.24%                                           |
| 183                         | (1)               | Mozambique                  | 0.461                       | 1.04%                                           |
| 184                         | (1)               | Sierra Leone                | 0.458                       | 0.80%                                           |
| 185                         | (2)               | Burkina Faso                | 0.438                       | 1.37%                                           |
| 186                         | (5)               | Yemen                       | 0.424                       | 1.30%                                           |
| 187                         | (1)               | Burundi                     | 0.420                       | 0.32%                                           |
| 188                         | Giữ nguyên        | Mali                        | 0.410                       | 0.08%                                           |
| 189                         | (2)               | Niger                       | 0.394                       | 1.34%                                           |
| 189                         | Giữ nguyên        | Chad                        | 0.394                       | 0.66%                                           |
| 191                         | Giữ nguyên        | Cộng hòa Trung Phi          | 0.387                       | 0.67%                                           |
| 192                         | (2)               | Nam Sudan                   | 0.381                       | 0.53%                                           |
| 193                         | NA                | Somalia                     | 0.380                       | NA                                              |